# Mami Tomoe
Mami Tomoe (jap. 巴 マミ Tomoe Mami) – postać z serialu anime z 2011 roku Puella Magi Madoka Magica. Mami jest doświadczoną magiczną dziewczyną oraz uczennicą trzeciej klasy liceum w Mitakiharze. Mami jest mentorką Madoki Kaname oraz Sayaki Miki. Tomoe odgrywa kluczową rolę w pierwszym rozdziale Magia Record, występując jako jedna z głównych antagonistek. Głosu w japońskim dubbingu użyczyła jej Kaori Mizuhashi, a w angielskiej wersji językowej rolę czarodziejki zagrała Carrie Keranen.

## Projekt postaci
Mami została zaprojektowana przez Ume Aoki, a jej kolorem przewodnim początkowo miał być czerwony, zgodnie z sugestią Gena Urobuchiego, ale Aoki zmieniła go na żółty, czerwony wykorzystując do projektu Kyoko Sakury. Jej klejnot duszy ma kolor pomarańczowy, a podczas przemiany w czarodziejkę jej ozdoba do włosów doczepiona jest do prawej strony głowy.

## Wpływ kulturowy
Mami jest bardzo popularną postacią w Japonii. W 2012 roku jej śmierć została uznana przez użytkowników BIGLOBE za najbardziej pamiętną śmierć w anime. W innej ankiecie o postaci z anime, która chcieliby, żeby nie umarła Mami zajęła drugie miejsce. Śmierć Mami zajęła trzecie miejsce, w ankiecie Charapedii z 2014 r. o śmierci, która wywarła największy wpływ. W innej ankiecie, również przeprowadzonej przez Charapedię, Mami zajęła drugie miejsce jako postać, która zasługuje na własny serial anime. Mami jest także jedną z najpopularniejszych bohaterek studia Shaft, zajmując dziewiąte miejsce na liście 10 najlepszych bohaterek Shafta z 2016 roku. Mami zajęła 6. miejsce z 277 głosami w ankiecie Charapedii, w której fani wybrali 20 najlepszych magicznych dziewcząt z anime. W 2017 roku „GooRanking” uznał śmierć Mami za drugą najbardziej szokującą śmierć w anime. W 2020 roku Mami została uznana za 9. najlepszą magiczną dziewczynę w ankiecie przeprowadzonej przez Anime! Anime!.